# 考特尼 (北卡羅萊納州)
考特尼（英語：Courtney）是位於美國北卡羅萊納州亞德金縣的非建制地區。

## 歷史
考特尼的郵局於1904年設立，其後於1915年停運。

## 地理
考特尼所處的海拔為高於海平面275米（即902英呎），而該地所採用的時區為UTC-5，即北美东部时区（EST）。同時該地設有夏令時間，為UTC-5調快一小時，即UTC-4（EDT）。